# SD Eibar
Sociedad Deportiva Eibar (baskovsko Eibar Kirol Elkartea) je španski nogometni klub iz mesta Eibar. Ustanovljen je bil 1. januarja 1940 in trenutno igra v La Ligi, prvi španski nogometni ligi.
Eibar je od začetka 50. let do druge polovice 80. let 20. stoletja igral v 2. ali tretji španski ligi, nato od sezone 1988/89 do sezone 2013/14 igral v drugi ligi, od sezone 2014/15 pa igra v prvi ligi. Vidnejši uspehi kluba so naslovi prvaka 2. lige (2013/14), 2. B lige (1987/88, 2006/07, 2010/11) in 3. lige (1950/51, 1952/53, 1961/62, 1962/63, 1966/67, 1981/82, 1985/86) ter vsa napredovanja v višje lige. V evropskih tekmovanjih pa ta klub nima še nobenega rezultata.
Eibarjev domači stadion je Ipurua, ki sprejme 7.083 gledalcev. Barvi dresov sta rdeča in modra. Vzdevek nogometašev je Armagiñak/Los Armeros ("Puškarji").

## Rivalstvo in kolegialnost
Eibarjeva rivala sta prav tako baskovska kluba Athletic Bilbao in Real Sociedad. Drži pa kolegialen odnos s trenutnim španskim tretjeligašem Vitorio.

## Zanimivost
Eibar je edini nogometni klub, kateri ima kakovostni certifikat UNE-EN-ISO 9001.